# Internacional Situacionista
A Internacional Situacionista (IS) foi um movimento internacional de cunho político e artístico. O movimento IS foi ativo no final da década de 1960 e aspirava por grandes transformações políticas e sociais. A primeira IS foi desfeita após o ano de 1972.

## História
O movimento surgiu na vila italiana de Cosio di Arroscia, Liguria, em 28 de julho de 1957, com a fusão de várias tendências artísticas que se autodefiniam a vanguarda da época: Internationale lettriste, o International movement for an imaginist Bauhaus e a London Psychogeographical Association. Essa fusão incluiu influências adicionais do movimento COBRA, dadaísmo, surrealismo, e Fluxus, e foi inspirado pelo comunismo de conselhos e pela Revolução Húngara de 1956.
Os mais famosos membros do grupo eram Raul Vaneigem e o francês Guy Debord, que tendiam a polarizar as opiniões. Apesar de Vaneigem ter saído da Internacional Situacionista, expulso por Debord, suas contribuições vão além das artes e do urbanismo. Em seu livro "A Arte de Viver para as Novas Gerações", publicado em 1967, todos os pilares desta sociedade são questionados. A inversão da perspectiva foi sistematicamente exposta como o momento em que a subversão constrói um novo mundo.
Quanto a Debord, alguns o descreviam como aquele que deu a clareza intelectual ao movimento; outros diziam que ele exercia controle ditatorial sobre a escolha dos membros e desenvolvimento do grupo, enquanto outros acreditavam que ele era um bom escritor, mas um pensador secundário. De todo modo, não há dúvida de que foi um grande ativista político. Tanto seus filmes quanto o seu livro "A Sociedade do Espetáculo" (1967) tiveram grande repercussão no cenário político francês e europeu.
Dentre os membros da IS destacam-se: o escritor ítalo-escocês Alexander Trocchi, o artista inglês Ralph Rumney (único membro da London Psychogeographical Association, expulso logo após a formação da IS), o artista escandinavo Asger Jorn, o veterano da revolução húngara Attila Kotanyi e a escritora francesa Michèle Bernstein.
De uma forma ou de outra, as correntes que precederam a IS viam no seu propósito a redefinição radical do papel da arte no século XX. Os próprios "situacionistas" tinham um ponto de vista dialético, assumindo a tarefa de "superar" a arte, abolindo a noção de arte como uma atividade especializada e separada e transformando-a naquilo que seria parte da construção da vida cotidiana.
Do ponto de vista situacionista, a arte ou é revolucionária ou não é nada. Desta forma, os situacionistas se viam como os responsáveis por completar o trabalho dos dadaístas e surrealistas, enquanto aboliam os dois movimentos. A despeito disso, os situacionistas respondiam a pergunta "O que é revolucionário?" de maneiras diferentes em momentos diferentes.
Mas se no início a ideia era criticar a arte, já nos primeiro números da revista, a compreensão era de que a superação da arte só viria pela transformação ininterrupta do meio urbano. Não era construir cidades ideais, como Jorn pensou por muito tempo, mas fazer do urbanismo e da arquitetura ferramentas de uma revolução do cotidiano. Essas ideias surgiram quando do esgotamento das discussões da Internacional Letrista - grupo de que Debord participou antes da IS. Destas pesquisas sobre arte e urbanismo, resultaram a psicogeografia e seu procedimento de pesquisa - a deriva.
A IS sofreu divisões e muitos membros foram expulsos desde o seu início. Uma dessas divisões resultou na criação de dois grupos: a seção parisiense, que manteve o nome original, e a seção alemã conhecida como Segunda Internacional Situacionista que se organizou sob o nome de Gruppe SPUR. Enquanto a história da IS foi marcada por um ímpeto de revolucionar a vida, a separação entre franceses e alemães marcou a transição de uma visão artística da revolução para uma visão claramente política.
Aqueles ligados à visão artística viam na evolução da IS o surgimento de uma organização enfadonha e dogmática, enquanto aqueles que seguiram a visão política viram os acontecimentos de maio de 1968 como uma consequência lógica da abordagem dialética da IS: enquanto enfrentavam a sociedade atual, eles buscavam uma sociedade revolucionária que poderia incorporar as tendências positivas do desenvolvimento capitalista.
A "realização e supressão da arte" é simplesmente a mais desenvolvida das "superações" que a IS buscou por anos. Para a Internacional Situacionista de 1968, o triunfo mundial dos conselhos de trabalhadores levaria a todas as superações.

### Maio de 1968
Um importante evento que conduziu ao Maio de 1968 foi o chamado "Escândalo de Estrasburgo". Um grupo de estudantes utilizou fundos públicos para publicar um panfleto com um libelo da IS, "A miséria do meio estudantil". O panfleto circulou em milhares de cópias e fez os situacionistas conhecidos por toda esquerda não stalinista.
As ocupações de 1968 começam na Universidade de Paris em Nanterre e chegam até a Sorbonne. A polícia tentou desocupar a Sorbonne e acabou iniciando um distúrbio. Em seguida, uma greve geral foi declarada com a participação de até 10 milhões de trabalhadores. A IS originalmente participou das ocupações da Sorbonne e defendeu as barricadas nos distúrbios. Também distribuiu chamados para ocupação de fábricas e para a formação de conselhos de trabalhadores, mas, desapontada com os estudantes, deixou a universidade para criar o C.M.D.O., um "Conselho para
Manutenção da Ocupação" que distribuiu as demandas da IS numa escala muito maior. O governo e as uniões sindicais chegaram a um acordo, mas nenhum trabalhador voltava ao trabalho. A greve terminou somente quando o presidente Charles de Gaulle colocou as forças armadas nas ruas de Paris. Logo após, a polícia retomou a universidade Sorbonne e o C.M.D.O. foi dissolvido.

## Ideias da Internacional Situacionista
- A sociedade do espetáculo: "Nós vivemos em uma sociedade do espetáculo, isto é, toda a nossa vida é envolta por uma imensa acumulação de espetáculos. As coisas que eram vivenciadas diretamente agora são vivenciadas através de um intermediário. A partir do momento que uma experiência é tirada do mundo real ela se torna um produto comercial. Como um produto comercial o "espetacular" é desenvolvido em detrimento do real. Ele se torna um substituto da experiência." - Tradução de trecho do livro 'Spectacular Times' de Larry Law.

"O espetáculo não é uma coleção de imagens, mas uma relação social entre pessoas, intermediada por imagens… O espetáculo em geral, como uma concreta inversão da vida, é um movimento autônomo do não vivente… O mentiroso mentiu pra si mesmo" - Guy Debord
Os situacionistas argumentariam em favor da separação entre um espetáculo "falso" e a "verdadeira" vida cotidiana. Debord, contrastando Hegel, diz que, dentro do espetáculo, "o verdadeiro é um momento do falso". O espetáculo não é uma conspiração. Os Situacionistas diriam que a sociedade chega ao nível do espetáculo quando praticamente todos os aspectos da cultura e experiência são intermediados por uma relação social capitalista.